# Дзвінкий глотковий фрикативний
Дзвінки́й гло́тковий фрикати́вний звук — тип приголосного звука, що існує в деяких людських мовах. Символ Міжнародного фонетичного алфавіту для цього звука — ʕ, а відповідний символ X-SAMPA — ?\.

## Властивості
- Тип фонації — дзвінка, тобто голосові зв'язки вібрують від час вимови.
- Глоткове місце творення (звук утворюється при зближенні кореня язика й задньої стінки глотки)
- Фрикативний (утворюється струменем повітря у глотці; протиставлення центральний/боковий не стосується цього звука)
- Ротовий (повітря виходить крізь рот)
- Механізм передачі повітря — егресивний легеневий (під час артикуляції повітря виштовхується крізь голосовий тракт з легенів, а не з гортані, чи з рота)

## Вживання
Фарингальні приголосні мало поширені. В багатьох мовах звук, що вважався глотковим фрикативним за ретельнішого вивчення виявляється надгортанним. Наприклад, арабський /ʕ/ деякі дослідники описують як надгортанний щілинний, надгортанний апроксимант або фарингалізовану гортанну змичку.
| Мова        | Мова                | Слово | МФА            | Значення          |
| ----------- | ------------------- | --- | -------------- | ----------------- |
| Абазинська  | Абазинська          | гӀапынхъамыз | [ʕaːpənqaːməz] | «березень»        |
| Аварська    | Аварська            | гӀоркь | [ʕortɬʼː]      | «ручка»           |
| Берберська  | (Кабільська)        | [[[латинський алфавіт\|ɛemmi]]] Помилка: {{Lang}}: Не збігається текст не латинкою (Non-latn) з підтегом латинського (Latn) письма (допомога)   | [ʕəmmi]        | «мій дядько»      |
| Іврит       | (в Іраці)           | עברית | [ʕibˈriːθ]     | «Іврит»           |
| Іврит       | (в Ємені)           | עברית | [ʕivˈriːθ] д·і | «Іврит»           |
| Іврит       | (у сефардів)        | עברית | [ʕivˈɾit] д·і  | «Іврит»           |
| Курдська    | (північний діалект) | [[[латинський алфавіт\|‘ewr]]] Помилка: {{Lang}}: Не збігається текст не латинкою (Non-latn) з підтегом латинського (Latn) письма (допомога)    | [ʕɑwr]         | «хмара»           |
| Маршальська | Маршальська         | enana | [ɛ̯ɛnæ͡ɑʕnæ͡ɑʕ]   | «це погано»       |
| Окситанська | (південний Овернь)  | [[[латинський алфавіт\|pala]]] Помилка: {{Lang}}: Не збігається текст не латинкою (Non-latn) з підтегом латинського (Latn) письма (допомога)    | [ˈpaʕa]        | «лопата»          |
| Сирійська   | (Туройо)            | ܐܰܪܥܳܐ | [arʕo]         | «Земля (планета)» |
| Сіу         | (у накода)          | marazhud | [maʕazud]      | «дощ»             |
| Сомалійська | Сомалійська         | caadi | [ʕaːdi] д·і    | «нормальний»      |
| Чеченська   | Чеченська           | Ӏан/[[[латинський алфавіт\|jan]]] Помилка: {{Lang}}: Не збігається текст не латинкою (Non-latn) з підтегом латинського (Latn) письма (допомога) | [ʕan] д·і      | «зима»            |
| Арабська    |                     | ثعبان‏‎ | [θuʕbaːn]      | «змія»            |

Український звук г також описують як дзвінкий глотковий фрикативний. Місцем творення українського [г] вважали гортань, тому його називали гортанним приголосним . Ларингоскопічні дослідження спростували цю поширену думку й довели, що місцем творення його слід вважати глотку — pharynx, отже, він є приголосним глотковим, або фарингальним. Рентгенокінематографічні дослідження переконливо розкривають механізм утворювання [г]. При творенні [г] виникає деяке зближення між задньою стінкою фаринкса й коренем язика, причому воно має не абсолютний, а відносний характер, тобто таке зближення не завжди найменше в порівнянні з творенням усіх голосних і приголосних, але воно завжди менше щодо наступного голосного або приголосного .